# John Dodson
John Thomas Dodson III, mais conhecido apenas como John Dodson, (Albuquerque, 26 de setembro de 1984) é um lutador de MMA norte-americano. Atualmente ele compete no Peso Mosca do Ultimate Fighting Championship. Dodson foi o vencedor do The Ultimate Fighter: Team Bisping vs. Team Miller no peso-galo.

## Vida
Dodson nasceu e cresceu em Albuquerque, Novo México, posteriormente se mudou para Edgewood, Novo México com sua família. Quando frequentou Moriarty High School em Moriarty, Novo México também competiu em outros esportes como basquetebol, luta e ginástica. No wrestling Dodson foi bicampeão estadual, uma vez vice-campeão e quatro vezes campeão distrital. Dodson terminou o colegial em 2003, e depois se matriculou na Universidade do Novo México, enquanto trabalhava no restaurante Chuck E. Cheese's. Por causa de sua  experiência com lutas, John Dodson foi recrutado por Chris Luttrell e Greg Jackson em 2002. Ele treinou MMA e se identificou com o esporte.

## Carreira no MMA

### The Ultimate Fighter
Em 2011, Dodson foi escolhido para participar do The Ultimate Fighter: Team Bisping vs. Team Miller. No primeiro episódio, Dodson venceu Brandon Merkt por Nocaute Técnico no primeiro round e entrou para a casa.
Ele foi o primeiro escolhido dos peso galo para a Equipe Miller. Em sua primeira luta na casa, Dodson venceu John Albert por Decisão Unânime e seguiu para a semi-final.
Na semi-final enfrentou Johnny Bedford, Dodson venceu por Nocaute no primeiro minuto do segundo round e garantiu a vaga na final. Sua atuação rendeu o bônus de Nocaute da Temporada e o prêmio de $25,000.

### Ultimate Fighting Championship
Dodson fez sua estréia no UFC em 3 de Dezembro de 2011 no The Ultimate Fighter 14 Finale contra T.J. Dillashaw para definir o campeão do Peso Galo do The Ultimate Fighter 14. Dodson venceu por TKO no primeiro round e se tornou o primeiro campeão Peso Galo do TUF. Seu desempenho rendeu o prêmio de Nocaute da Noite.
Dodson retornou ao Peso Mosca para enfrentar Daren Uyenoyama em 15 de Maio de 2012 no UFC on Fox: Diaz vs. Miller. Porém Uyenoyama foi retirado da luta devido uma lesão e foi substituído por Tim Elliot. Dodson venceu por Decisão Unânime.
Dodson enfrentou o recém-chegado Jussier Formiga em 5 de Outubro de 2012 no UFC on FX: Browne vs. Pezão. Ele venceu por TKO no segundo round.
Dodson enfrentou Demetrious Johnson em 26 de Janeiro de 2013 no UFC on Fox: Johnson vs. Dodson, pelo Cinturão Peso Mosca do UFC. Dodson perdeu por Decisão Unânime.
Dodson enfrentou o estreante do UFC Darrel Montague em 19 de Outubro de 2013 no UFC 166 e venceu por nocaute no primeiro round. Ele ainda faturou o bônus de Nocaute da Noite.
Dodson era esperado para substituir Ian McCall e enfrentar Scott Jorgensen em 14 de Dezembro de 2013 no UFC on Fox: Johnson vs. Benavidez II, mas uma lesão tirou o americano do card.
Dodson fez uma revanche contra o também ex-desafiante ao cinturão John Moraga em 7 de Junho de 2014 no UFC Fight Night: Henderson vs. Khabilov. Como na primeira luta Dodson saiu vencedor, dessa vez por interrupção médica ao fim do segundo round.
Dodson enfrentou Zach Makovsky em 23 de Maio de 2015 no UFC 187 e o venceu por decisão unânime, em uma luta morna.
Dodson agora é esperado para fazer uma revanche pelo Cinturão Peso Mosca do UFC contra o campeão Demetrious Johnson em 5 de Setembro de 2015 no UFC 191. Na primeira luta Dodson foi derrotado por decisão unânime.

## Cartel no MMA
| Cartel no MMA   |             |             |
| 33 lutas        | 21 vitórias | 12 derrotas |
| Por nocaute     | 10          | 0           |
| Por finalização | 2           | 0           |
| Por decisão     | 9           | 12          |

| Res.    | Cartel | Oponente            | Método                               | Evento                                     | Data       | Round | Tempo | Local                       | Notas                                          |
| ------- | ------ | ------------------- | ------------------------------------ | ------------------------------------------ | ---------- | ----- | ----- | --------------------------- | ---------------------------------------------- |
| Derrota | 21-12  | Merab Dvalishvili   | Decisão (unânime)                    | UFC 252: Miocic vs. Cormier 3              | 15/08/2020 | 3     | 5:00  | Las Vegas, Nevada           |                                                |
| Vitoria | 21-11  | Nathaniel Wood      | Nocaute Técnico (socos)              | UFC Fight Night: Anderson vs. Błachowicz 2 | 15/02/2020 | 3     | 0:16  | Rio Rancho, Novo México     |                                                |
| Derrota | 20-11  | Petr Yan            | Decisão (unânime)                    | UFC Fight Night: Blachowicz vs. Santos     | 23/02/2019 | 3     | 5:00  | Praga                       |                                                |
| Derrota | 20-10  | Jimmie Rivera       | Decisão (unânime)                    | UFC 228: Woodley vs. Till                  | 08/09/2018 | 3     | 5:00  | Dallas, Texas               |                                                |
| Vitória | 20-9   | Pedro Munhoz        | Decisão (dividida)                   | UFC 222: Cyborg vs. Kunitskaya             | 03/03/2018 | 3     | 5:00  | Las Vegas, Nevada           |                                                |
| Derrota | 19-9   | Marlon Moraes       | Decisão (dividida)                   | UFC Fight Night: Poirier vs. Pettis        | 11/11/2017 | 3     | 5:00  | Norfolk, Virginia           |                                                |
| Vitória | 19-8   | Eddie Wineland      | Decisão (unânime)                    | UFC Fight Night: Swanson vs. Lobov         | 22/04/2017 | 3     | 5:00  | Nashville, Tennessee        |                                                |
| Derrota | 18-8   | John Lineker        | Decisão (dividida)                   | UFC Fight Night: Lineker vs. Dodson        | 01/10/2016 | 5     | 5:00  | Portland, Oregon            | Peso casado (136,5 lbs).                       |
| Vitória | 18-7   | Manvel Gamburyan    | Nocaute Técnico (socos)              | UFC on Fox: Teixeira vs. Evans             | 16/04/2016 | 1     | 0:47  | Tampa, Florida              | Retorno aos Galos.                             |
| Derrota | 17-7   | Demetrious Johnson  | Decisão (unânime)                    | UFC 191: Johnson vs. Dodson 2              | 05/09/2015 | 5     | 5:00  | Las Vegas, Nevada           | Pelo Cinturão Peso Mosca do UFC                |
| Vitória | 17-6   | Zach Makovsky       | Decisão (unânime)                    | UFC 187: Johnson vs. Cormier               | 23/05/2015 | 3     | 5:00  | Las Vegas, Nevada           |                                                |
| Vitória | 16-6   | John Moraga         | Nocaute Técnico (interrupção médica) | UFC Fight Night: Henderson vs. Khabilov    | 07/06/2014 | 2     | 5:00  | Albuquerque, Novo México    |                                                |
| Vitória | 15-6   | Darrell Montague    | Nocaute (socos)                      | UFC 166: Velasquez vs. Dos Santos III      | 19/10/2013 | 1     | 4:13  | Houston, Texas              | Nocaute da Noite.                              |
| Derrota | 14-6   | Demetrious Johnson  | Decisão (unânime)                    | UFC on Fox: Johnson vs. Dodson             | 26/01/2013 | 5     | 5:00  | Chicago, Illinois           | Pelo Cinturão Peso Mosca do UFC; Luta da Noite |
| Vitória | 14-5   | Jussier Formiga     | Nocaute Técnico (socos)              | UFC on FX: Browne vs. Pezão                | 05/10/2012 | 2     | 4:35  | Minneapolis, Minnesota      | Tornou-se o novo desafiante ao título.         |
| Vitória | 13-5   | Tim Elliott         | Decisão (unânime)                    | UFC on Fox: Diaz vs. Miller                | 05/05/2012 | 3     | 5:00  | East Rutherford, New Jersey | Voltou ao Peso Mosca.                          |
| Vitória | 12-5   | T.J. Dillashaw      | Nocaute Técnico (socos)              | The Ultimate Fighter 14 Finale             | 03/12/2011 | 1     | 1:54  | Las Vegas, Nevada           | Venceu o TUF 14 Peso Galo; Nocaute da Noite    |
| Vitória | 11-5   | John Moraga         | Decisão (unânime)                    | Nemesis Fighting: MMA Global Invasion      | 11/12/2010 | 3     | 5:00  | Punta Cana                  |                                                |
| Vitória | 10-5   | Jessie Riggleman    | Decisão (unânime)                    | Ultimate Warrior Challenge 8               | 22/05/2010 | 3     | 5:00  | Fairfax, Virgínia           |                                                |
| Derrota | 9-5    | Pat Runez           | Decisão (dividida)                   | Ultimate Warrior Challenge 7               | 03/10/2009 | 5     | 5:00  | Fairfax, Virgínia           | Pelo título Peso Mosca do UWC                  |
| Vitória | 9-4    | Jose Lujan          | Nocaute Técnico (socos)              | Duke City MMA Series 2                     | 25/07/2009 | 1     | 0:52  | Albuquerque, Novo México    |                                                |
| Vitória | 8-4    | Jose Villarisco     | Decisão (unânime)                    | Ultimate Warrior Challenge 5               | 21/02/2009 | 3     | 5:00  | Fairfax, Virgínia           |                                                |
| Derrota | 7-4    | Mike Easton         | Decisão (dividida)                   | Ultimate Warrior Challenge 4               | 11/10/2008 | 3     | 5:00  | Fairfax, Virgínia           |                                                |
| Vitória | 7-3    | Vern Baca           | Nocaute Técnico (socos)              | Battlequest 8                              | 11/04/2008 | 1     | 3:42  | Denver, Colorado            |                                                |
| Vitória | 6-3    | Zac White           | Finalização (mata leão)              | Last Man Standing 2                        | 15/12/2007 | 1     | 3:42  | Roswell, Novo México        |                                                |
| Derrota | 5-3    | Bill Boland         | Decisão (unânime)                    | Ultimate Cage Wars 7                       | 07/04/2007 | 3     | 5:00  | Winnipeg, Manitoba          |                                                |
| Vitória | 5-2    | Jake Long           | Nocaute Técnico (slam & socos)       | Last Man Standing 1                        | 17/03/2007 | 1     | N/A   | Roswell, Novo México        |                                                |
| Vitória | 4-2    | Clint Godfrey       | Decisão (unânime)                    | Ring of Fire 27                            | 09/12/2006 | 3     | 5:00  | Castle Rock, Colorado       |                                                |
| Derrota | 3-2    | Joe Doherty         | Decisão (unânime)                    | Ring of Fire 25                            | 29/07/2006 | 3     | 5:00  | Vail, Colorado              |                                                |
| Vitória | 3-1    | Jared Moreland      | Nocaute Técnico (socos)              | Rumble in the Rockies 2                    | 18/02/2006 | 1     | 2:55  | Loveland, Colorado          |                                                |
| Vitória | 2-1    | Johnny Velasquez    | Decisão (dividida)                   | King of the Cage: Socorro                  | 23/07/2005 | 2     | 5:00  | Socorro, Novo México        |                                                |
| Derrota | 1-1    | Yasuhiro Urushitani | Decisão (unânime)                    | Demolition 20                              | 14/11/2004 | 2     | 5:00  | Tóquio                      |                                                |
| Vitória | 1-0    | Zac White           | Finalização (mata-leão)              | Desert Extreme                             | 03/09/2004 | 1     | 3:23  | Socorro, Novo México        |                                                |